# امپراتور کوکاکو
امپراتور کوکاکو (به ژاپنی: 光格天皇 Kōkaku-tennō)؛ (۲۳ سپتامبر ۱۷۷۱ – ۱۱ دسامبر ۱۸۴۰) صد و نوزدهمین امپراتور ژاپن در زمان شوگون‌سالاری توکوگاوا بود.